# Андреа Коломбо (арбітр)
Андреа Коломбо (італ. Andrea Colombo; 5 жовтня 1990, Комо) — італійський футбольний арбітр. Арбітр ФІФА та УЄФА з 2024 року. Судить матчі Серії А з 2021 року.

## Суддівська кар'єра
Він почав свою кар'єру 2006 року, коли його двоюрідний брат Раффаеле Коломбо, міжнародний суддя з з водного поло, порадив йому спробувати себе в ролі футбольного арбітра.
Після трьох сезонів у Серії D він був переведений у Серії C в сезоні 2017—2018, де дебютував 10 вересня в матчі «Равенна» — «Трієстіна», який закінчився з рахунком 1–5 на користь гостей.
У 2021 році він судив матч плей-офф між «Авелліно» та «Падовою», де отримав схвальні відгуки від тодішнього президента Серії C Франческо Гіреллі, який був присутній на стадіоні. З наступного сезону він перейшов до Серії A і B: останніми рефері з регіону Комо, які судили в вищому дивізіоні, були Лука Мареллі у 2005 році та Еміліо Остінеллі у 2010 році.
Він дебютував у Серії B 29 серпня 2021 року, відсудивши матч «Парма» — «Беневенто», який «Дукалі» виграли з рахунком 1–0. 2 грудня він провів свій перший матч Серії А, відсудивши поєдинок «Торіно» — «Емполі», який завершився з рахунком 2–2.
22 жовтня 2022 року в рамках співпраці між AIA (Асоціація італійських арбітрів) та Федерацією Кіпру він судив матч місцевого чемпіонату «Пафос» — «Омонія» (Нікосія), в якому йому допомагали місцеві асистенти арбітра та італієць на VAR Лоренцо Маджоні.
11 березня 2023 року він відсудив свій перший важливий матч у Серії А, «Наполі» — «Аталанта», який закінчився з рахунком 2–0 на користь неаполітанців.
23 квітня 2023 року він ухвалив рішення про продовження гри після того, як торкнувся м'яча в грі «Піза» — «Барі», матч Серії B, який завершився з рахунком 1–2 на користь гостей, відкривши дискусію про застосування нового правила.
23 червня 2023 року він отримав VIII національну премію «Лука Колосімо» як найкращий молодий арбітр Серії А, який ще не працював на міжнародній арені.
21 грудня 2023 року AIA офіційно призначила його міжнародним арбітром, і таким чином він увійшов до списку ФІФА на 2024 рік.
14 січня 2024 року в Монтекатіні він отримав нагороду Маестреллі як «Наймолодший міжнародний арбітр».
17 квітня 2024 року він був призначений на свій перший матч дербі, а саме «Мілан» — «Інтер» 22 квітня. З цим призначенням Коломбо стає у свої 33 роки, 6 місяців і 17 днів другим наймолодшим арбітром, коли-небудь обраним для міланського дербі (кращим за нього є тільки Джанлука Папареста у 33 роки, 5 місяців і 29 днів).
У сезоні 2023—2024 він відсудив 16 матчів у Серії А. Наприкінці сезону його призначили на перший матч плей-офф за вихід до Серії А між «Кремонезе» та «Венецією», який завершився з рахунком 0–0.
10 жовтня 2024 року він був призначений на свій перший міжнародний матч у Лізі націй УЄФА між збірними Англії та Греції, що проходив на лондонському «Вемблі». Матч, виграний еллінами з рахунком 1–2, став першим в історії успіхом збірної Греції проти команди «Трьох левів».
10 грудня 2024 року КОНМЕБОЛ оголосила, що з 23 січня по 16 лютого 2025 року італійська суддівська бригада УЄФА у складі Андреа Коломбо та асистентів Луїджі Россі та Марчелло Россі буде працювати на матчах Чемпіонату Південної Америки серед молоді до 20 років. Це вже вдруге суддівська бригада УЄФА візьме участь у цьому турнірі.
14 грудня 2024 року він судив перший матч Ліги конференцій УЄФА між футбольним клубом «Копенгаген» і футбольним клубом «Харт оф Мідлотіан» в Копенгагені, який закінчився з рахунком 2–0 на користь господарів.
3 січня 2025 року Коломбо судив півфінал Суперкубок Італії з футболу 2024 між «Ювентусом» і «Міланом». Гра закінчилася з рахунком 1–2 на користь «Мілана».